# Ilya Sutskever
Ilya Sutskever est un informaticien spécialisé dans l'apprentissage automatique, il est cofondateur d'OpenAI. Il a quitté son poste de scientifique en chef de OpenAI en mai 2024 pour fonder le mois suivant la startup Safe Superintelligence.
Il a apporté plusieurs contributions majeures au domaine de l'apprentissage profond. Avec Alex Krizhevsky et Geoffrey Hinton, il a inventé AlexNet, un réseau neuronal convolutif. Sutskever est également l'un des nombreux co-auteurs de la publication scientifique sur AlphaGo.

## Jeunesse et éducation
Sutskever est né à Nijny Novgorod, en Russie, alors appelé « Gorky ». Cette ville faisait partie à l'époque de l'Union soviétique, et à l'âge de 5 ans il a immigré avec sa famille en Israël. Il a passé ses années de formation à Jérusalem.
Sutskever a fréquenté l'université ouverte d'Israël entre 2000 et 2002 avant de déménager avec sa famille au Canada et d'être transféré à l'université de Toronto, où il poursuit ses études jusqu'à obtenir en 2012 un doctorat en informatique sous la direction de Geoffrey Hinton.

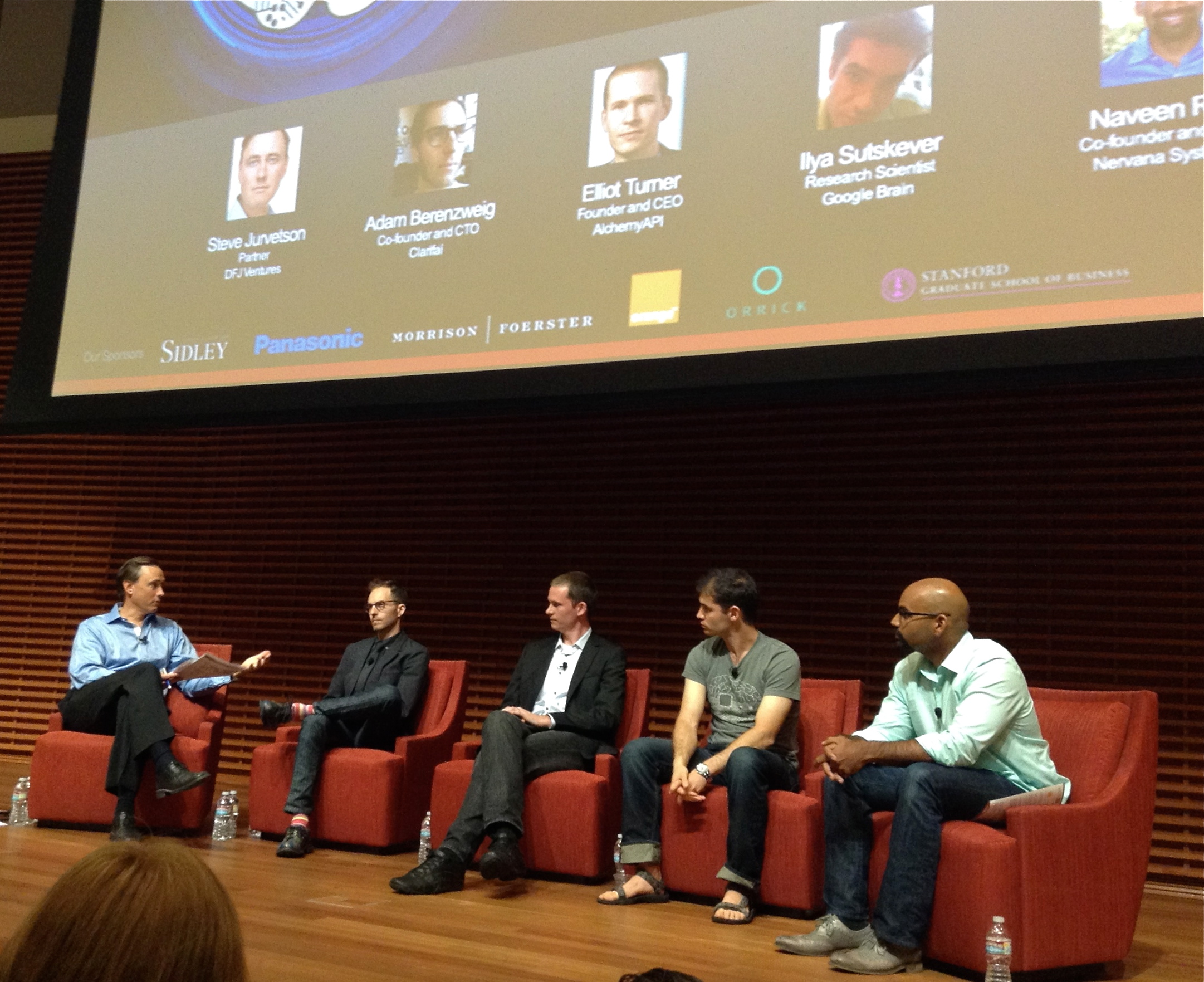
Sutskever (deuxième en partant de la droite), à la Stanford Graduate School of Business en 2014.

## Carrière
Ilya Sutskever a ensuite passé deux mois en tant que postdoctorant avec Andrew Ng, à l'université Stanford. Il est ensuite retourné à l'Université de Toronto et s'est joint à la nouvelle startup de recherche DNNResearch, fondée par Geoffrey Hinton. Quatre mois plus tard, en mars 2013, Google a acquis DNNResearch et a embauché Sutskever en tant que chercheur chez Google Brain.
À Google Brain, il a travaillé sur les algorithmes d'apprentissage automatique seq2seq et AlexNet, et a aussi contribué à TensorFlow.
Fin 2015, il quitte Google pour devenir directeur de recherche de la toute nouvelle organisation OpenAI.
En 2022, Sutskever a tweeté « il se pourrait que les grands réseaux de neurones d'aujourd'hui soient légèrement conscients » suscitant des débats sur la question de la conscience artificielle. Tout en travaillant à la mise au point de l'intelligence artificielle générative et peut-être bientôt « générale », il a fait partie de ceux qui ont alerté sur le fait que l'intelligence artificielle (IA) pouvait résoudre de nombreux problèmes, mais aussi en créer (ce qu'il exprime par exemple dans un documentaire enregistré entre 2016 et 2019, réalisé par Tonje Hessen Schei ; l'IA pourrait selon lui dans le futur interagir avec les humains comme ces derniers interagissent avec leurs animaux domestiques, expliquant que les humains adorent leurs animaux et peuvent éprouver beaucoup de tendresse envers eux),.
En 2023, il annonce codiriger avec Jan Leike le nouveau projet de « Superalignement » d'OpenAI, qui tente de résoudre le problème de l'alignement des superintelligences en moins de 4 ans. Il considère que la superintelligence pourrait survenir dans la décennie.
Ilya Sutskever faisait partie des 4 membres du conseil d'administration ayant licencié Sam Altman le 17 novembre 2023. Il a annoncé le 20 novembre regretter sa participation aux actions du comité de direction. Le 22 novembre, Sam Altman a été réintégré comme PDG de OpenAI.
Il a quitté son poste de scientifique en chef de la startup en mai 2024, pour se « concentrer sur un projet personnel ». En juin 2024, il fonde avec Daniel Gross et Daniel Levy la startup Safe Superintelligence. Celle-ci vise à se focaliser uniquement sur la création d'une superintelligence artificielle sans danger. En mars 2025, la startup a atteint une valorisation de 30 milliards de dollars, en partie du fait de la réputation de Sutskever.
En octobre 2024, après avoir remporté le prix Nobel de physique, Geoffrey Hinton a exprimé son support pour la décision de Sutskever de licencier Sam Altman, estimant que Altman est « beaucoup moins préoccupé par la sécurité que par les profits ».

### Prix et distinctions
- En 2015, Ilya Sutskever a été nommé parmi les 35 innovateurs de moins de 35 ans de la MIT Technology Review[22].
- En 2018, il était le conférencier principal à Nvidia Ntech 2018[23] et AI Frontiers Conference 2018[24].
- En 2022, il a été élu membre de la Royal Society[25].
- En 2023[26] et 2024[27], il a été désigné parmi les 100 personnes les plus influentes en IA par le magazine Time.